# Guarani EC (Ceará)
Guarani EC, ook bekend als Guarani de Juazeiro is een Braziliaans voetbalclub uit Juazeiro do Norte, in de deelstaat Ceará. 
Van 1973 tot 1994 speelde onafgebroken in de hoogste klasse van het staatskampioenschap. Daarna nog enkele keren sporadisch en van 2010 tot 2019 waren ze opnieuw een vaste waarde. In 2020 degradeerde de club voor een tweede keer op rij. 